# Nicolaus de Béguelin
Nicolaus de Béguelin (Courtelary, 25 giugno 1714 – Berlino, 3 febbraio 1789) è stato un fisico, scrittore, matematico e avvocato svizzero.

## Biografia
Nato nel cantone di Berna, figlio di Pierre (avvocato e sindaco) e Susanne Laider, nel 1729 si iscrive in giurisprudenza e matematica presso l'università di Basilea, dove seguì pure lezioni di Johann Bernoulli (1667-1748).
Nel 1735 si laurea in giursiprudenze e poi si reca a Wetzlar per studiare il diritto prussiano.
Nel 1740 divenne segretario dell'ambasciatore prussiano a Dresda in Baviera, poi professore a Joachimsthal. Federico II di Prussia (Federico il grande) lo nomina sottogovernatore nonché precettore del suo successore Federico Guglielmo II di Prussia.
Pubblicò presso l'Accademia delle scienze di Berlino (della quale era membro fin dal 1747) saggi di giurisprudenza, matematica e filosofia.
Nel 1761 sposa Catherine Pelloutier, figlia di Simon Pelloutier, pastore della chiesa francese a Berlino, membro dell'accademia delle scienze. Da Catherine avrà almeno un figlio, Heinrich von Beguelin.
1786 diventa nobile ottenendo da Federico Guglielmo II il titolo "von Lichterfelde".
Nel 1765 analizza nelle Mémoires de l'Académie de Berlin in due diversi articoli "Sur les suites ou séquences dans la loterie de Gênes" i risultati pubblicati da Leonhard Euler (Sur la probabilité des séquences dans la Loterie génoise e Johann III Bernoulli (1744-1807) (Sur les suites ou séquences dans la loterie de Genes).
Nel 1768, sempre sulle Mémoires de l'Académie de Berlin pubblica "Sur l'usage du principe de la raison suffisante dans le calcul des probabilités" nella quale tra l'altro mostra sei diverse soluzioni del Paradosso di San Pietroburgo.
Nell'ambito della matematica affrontò temi dell'analisi algebrica, nell'ambito della fisica si interessò all'ottica e alla meteorologia e inoltre scrisse pure di metafisica.